# Jaromierzyce
Jaromierzyce – uroczysko (dawniej osada) w Polsce położona w województwie zachodniopomorskim, w powiecie kołobrzeskim, w gminie Ustronie Morskie.
W latach 1975–1998 miejscowość administracyjnie należała do województwa koszalińskiego.
W 2012 r. miejscowość została urzędowo zniesiona.